# Budynek przy placu 18 Stycznia 4 w Toruniu
Budynek przy placu 18 Stycznia 4 w Toruniu – dawny budynek dawnego Inspektoratu Kolei Królewskich, zbudowany w 1892 roku. Na mocy decyzji Dyrekcji Polskich Kolei Państwowych w Gdańsku w 1952 roku założono w budynku Obwodową Przychodnię Lekarską PKP. Od 1 sierpnia 2013 roku działa tu Centrum Medyczne „OLK-MED” Sp. z o.o.. Budynek figuruje w gminnej ewidencji zabytków pod nr 2107.